# رانزا كلارك
رانزا كلارك (من مواليد 13 ديسمبر 1961 في كالغاري ، ألبرتا ) هي عداءة متقاعدة متوسطة المسافة من كندا ، كانت قد فازت بالميدالية الذهبية في سباق 1.500 متر للسيدات في دورة ألعاب عموم أمريكا عام 1983 . ومثلت بلدها الأصلي في الألعاب الأولمبية الصيفية لعام 1984 ، حيث أنهت المركز الخامس عشر في سباق 800 متر للسيدات.

## وصلات خارجية
- رانزا كلارك على موقع أوليمبيديا (الإنجليزية)
- رانزا كلارك على موقع اتحاد ألعاب الكومنولث (مؤرشف) (الإنجليزية)